# Eyprepocnemis reducta
Eyprepocnemis reducta är en insektsart som beskrevs av Johnsen 1984. Eyprepocnemis reducta ingår i släktet Eyprepocnemis och familjen gräshoppor. Inga underarter finns listade i Catalogue of Life.